# Vancouver Whitecaps FC 2021
Questa voce raccoglie le informazioni riguardanti il Vancouver Whitecaps nelle competizioni ufficiali della stagione 2021.

## Rosa
Aggiornata al 2 agosto 2021
| N. |                        | Ruolo | Calciatore         |
| -- | ---------------------- | ----- | ------------------ |
| 1  | Canada (bandiera)      | P     | Thomas Hasal       |
| 3  | Cile (bandiera)        | D     | Cristián Gutiérrez |
| 4  | Serbia (bandiera)      | D     | Ranko Veselinović  |
| 7  | Colombia (bandiera)    | A     | Déiber Caicedo     |
| 8  | Brasile (bandiera)     | C     | Caio Alexandre     |
| 9  | Italia (bandiera)      | A     | Attilio Drago      |
| 11 | Colombia (bandiera)    | A     | Cristian Dájome    |
| 12 | Stati Uniti (bandiera) | P     | Evan Newton        |
| 13 | Canada (bandiera)      | D     | Derek Cornelius    |
| 14 | Canada (bandiera)      | A     | Theo Bair          |
| 15 | Inghilterra (bandiera) | C     | Andy Rose          |
| 16 | Canada (bandiera)      | P     | Maxime Crépeau     |
| 17 | Ghana (bandiera)       | C     | Leonard Owusu      |

| N. |                        | Ruolo | Calciatore            |
| -- | ---------------------- | ----- | --------------------- |
| 22 | Argentina (bandiera)   | D     | Erik Godoy            |
| 23 | Giamaica (bandiera)    | D     | Javain Brown          |
| 24 | Stati Uniti (bandiera) | A     | Brian White           |
| 25 | Scozia (bandiera)      | C     | Ryan Gauld            |
| 27 | Canada (bandiera)      | C     | Ryan Raposo           |
| 28 | Stati Uniti (bandiera) | D     | Jake Nerwinski        |
| 31 | Canada (bandiera)      | C     | Russell Teibert       |
| 32 | Canada (bandiera)      | C     | Patrick Metcalfe      |
| 34 | Canada (bandiera)      | D     | Gianfranco Facchineri |
| 55 | Canada (bandiera)      | C     | Michael Baldisimo     |
| 60 | Canada (bandiera)      | P     | Isaac Boehmer         |
| 87 | Canada (bandiera)      | A     | Tosaint Ricketts      |